# 평화 휘파람
평화 휘파람은 조선민주주의인민공화국의 평화자동차가 운영하는 승리자동차련합기업소에서 제작한 소형차이다. 피아트 시에나의 라이선스를 받아서 제작한 것이다.